# Кириленко Сергій Володимирович
Сергі́й Володи́мирович Кириле́нко (1999—2023) — український військовослужбовець, капітан, учасник російсько-української війни, Герой України (2024, посмертно).

## Життєпис
Народився 9 жовтня 1999 року в місті Старокостянтинів Хмельницької області. Після школи навчався у Кам'янець-Подільському ліцеї з посиленою військово-фізичною підготовкою. Потім навчався в Національній академії Державної прикордонної служби ім. Богдана Хмельницького.
Початок повномасштабного вторгнення зустрів зі зброєю в руках, обороняв Маріуполь. У жовтні 2022 року отримав посаду в 10-му прикордонному загоні «ДОЗОР».
Загинув 6 липня 2023 року біля села Жереб'янки Василівського району Запорізької області.
Без Сергія лишилися батьки, двоє братів та сестра.
Похований на Алеї Слави кладовища у мікрорайоні Ракове.

## Нагороди та вшанування
- Звання Герой України з удостоєнням ордена Золота Зірка (28 червня 2024, посмертно) — за особисту мужність і героїзм, виявлені у захисті державного суверенітету та територіальної цілісності України, самовіддане служіння Українському народові[1].
- Почесний громадянин Хмельницької міської територіальної громади[2].